# Lachnum palmae
Lachnum palmae är en svampart som först beskrevs av Kanouse, och fick sitt nu gällande namn av Spooner 1987. Lachnum palmae ingår i släktet Lachnum och familjen Hyaloscyphaceae.   Inga underarter finns listade i Catalogue of Life.